# Крайнер, Таруиа
Таруиа Крайнер (фр. Taruia Krainer; род. 1 июня 1991, Аруэ, Заморские владения Франции) — таитянский шоссейный велогонщик.

## Карьера
Таруиа Крайнер родился в Папеэте, столице Французской Полинезии (Таити), в 1991 году.
С 2008 года в основном выступал на многочисленных французских региональный и национальных гонках на которых одержал ряд побед. Среди гонок категории UCI можно выделить французские Париж — Тур и Тур Бретани, бельгийские Льеж — Бастонь — Льеж U23 и Бенш — Шиме — Бенш, марокканскую Тур Марокко. В 2012 году выиграл молодёжную версию Париж — Тур опередив на финише Уоррена Баргиля. В конце 2014 и 2015 года был стажёром в команде Team Europcar.
Помимо европейских гонок, также принимал участие в многодневных гонках проводимых на Заморских территориях Франции тихоокеанского региона где отметился рядом побед. На Туре Новой Каледонии стал победителем в 2015 году, а на Туре Таити праздновал успех в 2012 и 2018 году. Также на обоих гонках выиграл несколько этапов.
В середине сентября 2022 года чемпионат мира проходил в австралийском Вуллонгонге. На него для участия в смешанной эстафете в порядке исключения были приглашены сборные Новой Каледонии и Таити. Хотя их ассоциации являются ассоциированными членами Конфедерации велоспорта Океании, они зависят от федерации велоспорта Франции и, следовательно, не имеют прямого отношения к UCI, поэтому их спортсмены обычно должны выступать в составе национальной сборной Франции. Таруиа Крайнер был включён в состав сборной Таити которая в смешанной эстафете заняла 14-е место среди 16-и участвовавших команд.

## Достижения
2010
9-й этап на Тур Таити
2012
Париж — Тур U23
Тур Таити
1-й в генеральной классификации
1-й и 6-й ITT этапы
2-й на Boucles de la Loire
2014
Tour de la Région du Lion d'Angers
3-й (TTT) этап на Tour d'Eure-et-Loir
1-й (TTT) этап на Tour Nivernais Morvan
Grand Prix cycliste de Machecoul
2-й в генеральной классификации
2-й (TTT) этап
6-й на Тур Париж — Аррас
16-й на Бенш — Шиме — Бенш
2015
2-й (TTT) этап на Tour Nivernais Morvan
Souvenir Vincent-Moreau
Prix de Notre-Dame-de-Monts
Тур Новой Каледонии
1-й в генеральной классификации
4-й и 8-й этапы
2-й на Tour Nivernais Morvan
2-й на Classique Champagne-Ardenne
3-й на Circuit des Vignes
2016
2-й (TTT) этап на Tour d'Eure-et-Loir
1-й (TTT) этап на Tour Nivernais Morvan
3-й, 5-й и 9-й этапы на Тур Новой Каледонии
3-й на Circuit des Deux Provinces
2017
Grand Prix de la Chapelle-sur-Erdre
Souvenir Vincent-Moreau
Prix Marcel-Bergereau
Circuit des Deux Provinces
2-й на Ronde mayennaise
3-й на Estivale bretonne
3-й на Grand Prix de Blangy-sur-Bresle
2018
Trois Jours de Cherbourg
Тур Таити
1-й в генеральной классификации
2-й, 4-й и 5-й этапы
3-й на Entre Brenne et Montmorillonnais
2019
6-й этап на Тур Таити

## Рейтинги
| Год                 | 2012  | 2013 | 2014  | 2015   |
| ------------------- | ----- | ---- | ----- | ------ |
| Европейский тур UCI | 345-й | -    | 773-й | 1100-й |
|                     |       |      |       |        |
| Источник: UCI       |       |      |       |        |